# Trichogenes claviger
Trichogenes claviger är en fiskart som beskrevs av De Pinna, Helmer, Britski och Valter Fraga Nunes 2010. Trichogenes claviger ingår i släktet Trichogenes och familjen Trichomycteridae. Inga underarter finns listade i Catalogue of Life.